# Benni Ljungbeck
Benni Ljunbeck est un lutteur suédois spécialiste de la lutte gréco-romaine né le 20 juillet 1958.

## Biographie
Benni Ljungbeck participe aux Jeux olympiques d'été de 1980 à Moscou dans la catégorie des poids coqs et remporte la médaille de bronze.